# ORF
Österreichischer Rundfunk (în traducere Corporația austriacă de radiodifuziune, ORF) este radiodifuzorul public național din Austria și are sediul în Viena. În plus, ORF operează câte un studio în fiecare dintre cele nouă state federale și din 1975 un studio în orașul Bolzano, Tirolul de Sud.
Finanțat din venituri provenite dintr-o taxă radio-TV și publicitate limitată, ORF este cel mai mare furnizor de mass-media din țară. Produce patru programe de televiziune, dintre care trei la nivel național și nouă programe de radio regionale. Este de asemenea cel mai mare membru cooperator al Austria Presse Agentur (APA) și implicat în loteriile austriece. ORF funcționează  ca fundație în temeiul dreptului public. Austria a fost ultima țară din Europa continentală după Albania care a permis apariția televiziunilor private la nivel național, deși canalele TV comerciale din Germania vecină sunt prezente în Austria în sistem pay-TV și prin transmisie terestră din anii '80.